# جيري زلينكا
جيري زلينكا (بالتشيكية: Jiří Zelenka)‏ هو لاعب هوكي الجليد تشيكي، ولد في 17 أغسطس 1972 في براغ في التشيك.

## وصلات خارجية
- جيري زلينكا على موقع EliteProspects.com (الإنجليزية)
- جيري زلينكا على موقع Eurohockey.com (الإنجليزية)
- جيري زلينكا على موقع HockeyDB.com (الإنجليزية)